# Gilabert de Pròixida i de Centelles
Gilabert de Pròixida i de Centelles (* 1370 in Valencia; † 14. Dezember 1405 in Genua) war ein valencianischer Dichter und Troubadour.

## Leben und Werk
Als Sohn von Nicolau de Pròixida i Carròs und Elvira Centelles war er Mitglied einer ursprünglich aus Neapel stammenden Familie, die Peter den Großen von Aragon bei der Eroberung Siziliens unterstützte und sich in Valencia niederließ. Wie seine ganze Familie wirkte er auch als Krieger im Dienste des Königs. Er nahm an den Feldzügen 1329 um Sizilien und 1335 um Sardinien und Sizilien teil. Er war in langandauernden Konflikten zwischen den Familien Centelles und Vilaragut in Valencia verwickelt. Als prominentes Mitglied der mütterlichen Centelles-Seite wurde er 1396 auf Anordnung eines Geschworenengerichtes aus der Stadt Valencia verbannt. Ende 1405 stand er in Genua im Dienst von Papst Benedikt XIII. Er starb am 14. Dezember 1405 in Genua, hinterließ seine Frau Bernarda de Valeriola und eine gemeinsame Tochter Joana. Er wurde im Convento de Santo Domingo in Valencia beigesetzt.
21 seiner bis 1954 unbekannten lyrischen Gedichte sind erhalten. Sie wurden ursprünglich in dem wiederbeschriebenen Liederbuch Vega-Aguiló gelöscht und 1954 mit UV-Strahlen wieder sichtbar gemacht. Diese Gedichte widmen sich ausnahmslos der subjektiven Analyse von Leidenschaft und lassen jegliche objektive oder anekdotische Anklänge vermissen. Gilabert de Pròixida beharrt auf alten Troubadourthemen wie der Grausamkeit der Dame und seiner eigenen Kraft- und Hilflosigkeit. In seinem Zustand ist er froh, ein Kavalier zu sein und bietet dabei merkwürdige Zeichen von Stolz.
Gilabert de Pròixida war ein höfischer Dichter, der den Prinzipien der Troubadourlyrik treu blieb. Seine dichterische Sprache weist leichte Italianismen auf, die darauf hindeuten, dass er eventuell Dantes Lyrik kannte. In seinem kleinen Liederbuch, das ohne Zweifel das Überbleibsel eines bedeutenderen Werkes darstellt, finden sich auffallende und lapidare Verse, einige davon mit einer gewissen Ähnlichkeit zu Versen seines Zeitgenossen Jordi de Sant Jordi.